# Зарипов, Рамиль Равильевич
Рами́ль Рави́льевич Зари́пов (род. 3 мая 1992, Москва, Россия) — российский футболист, защитник.

## Карьера
Воспитанник СДЮШОР «Москва» им. В. Воронина. На профессиональном уровне дебютировал в составе клуба «Рубин-2» в 2011 году. В следующем году перешёл в  «Истру». В 2013—2014 годах защищал цвета клуба «Локомотив-2», после чего пополнил ряды «Орла». Летом 2015 года подписал контракт с армянской «Микой», за которую Премьер-Лиге Армении провёл 15 матчей. В начале 2016 года пополнил ряды подольского «Витязя». Летом 2016 года перешёл в «Волгарь». В феврале 2017 года отдан в годичную аренду клубу «Долгопрудный». В 2018 году был выкуплен подмосковным клубом. В 2019 году защищал цвета Коломны. В 2020 году подписал контракт с «Муромом». Завершил карьеру в 2022 году в «Кызылташе».

## Достижения
- Серебряный призёр зоны «Запад» Второго дивизиона: 2016/17